# 花間燈
花間 燈（はなま とも、1990年 - ）は、日本のライトノベル作家。

## 経歴・人物
青森県出身。2013年、第9回MF文庫Jライトノベル新人賞にて佳作を受賞し、同作で作家デビューした。以後、同社レーベルで活躍している。

## 作品リスト
- 猫耳天使と恋するリンゴ（MF文庫J、イラスト：榎本ひな、全2巻）
- 魔術楽譜の盾（MF文庫J、イラスト：生煮え、全2巻）
- 可愛ければ変態でも好きになってくれますか?（MF文庫J、 イラスト：sune、全14巻）
- ランジェリーガールをお気に召すまま（MF文庫J、 イラスト：sune、全5巻）